# Pelskever
De pelskever (Attagenus pellio) of bonttorretje is een kever uit de familie van de spektorren (Dermitidae). De wetenschappelijke naam van de soort werd in 1758 als Dermestes pellio gepubliceerd door Carl Linnaeus.

## Kenmerken
De volwassen kever is 4 tot 6 mm lang, ovaal en heeft op beide dekschilden een witte stip. Op het halsschild bevinden zich 3 stippen. Ze hebben een haarbundel aan het achterlijf. 
De larven zijn 9 mm lang en gestreept.

## Leefwijze
De larven voeden zich vooral met wolvezels en harig stof in wollen of gedeeltelijk wollen tapijten. Zij staan ook wel bekend onder de naam "wollen beren" en hebben in het verleden zelfs museumstukken vernield. Ook lederwaren en bont worden niet ontzien. De volwassen kevers voeden zich met stuifmeel en nectar.
Wanneer de kever verstoord wordt houdt hij zich dood.

## Verspreiding en leefgebied
Ze komen voor in huizen, tuinen en vogelnesten. Ze kunnen in huizen behoorlijk wat schade aanrichten.